# Pałac w Tworzyjanowie
Pałac w Tworzyjanowie – zabytkowy pałac wybudowany w XIX w. we wsi Tworzyjanów, w Polsce, w województwie dolnośląskim, w powiecie świdnickim, w gminie Marcinowice.

## Historia
Barokowy obiekt, przebudowany około 1884 r. z wcześniejszego, prawdopodobnie XVI w., jest częścią zespołu pałacowego, w skład którego wchodzi jeszcze 4 hektarowy park ze stawem.